# Gran iglesia

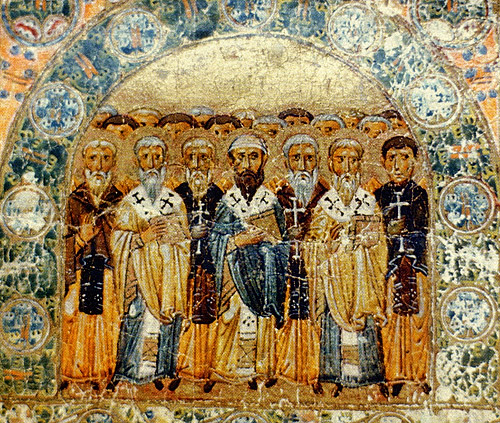
Los Padres de la Iglesia en una representación del de Kiev

El término Gran Iglesia (en latín: ecclesia magna) se utiliza en la historiografía del cristianismo primitivo para designar el período comprendido entre los años 180[cita requerida] y 313 aproximadamente, correspondiendo en gran parte a lo que se denomina Período preniceno. «Se le ha llamado con razón el período de la Gran Iglesia, en vista de su crecimiento numérico, su desarrollo constitucional y su intensa actividad teológica». Coincide con el periodo preniceno.
La Gran Iglesia, también llamada «católica» («universal», en griego), también se ha definido como «la Iglesia defendida por Ignacio de Antioquía, Ireneo de Lyon, Cipriano de Cartago y Orígenes de Alejandría y caracterizada por poseer una única enseñanza y comunión frente a la división de las sectas, por ejemplo, el gnosticismo, y las herejías».
A principios del siglo IV, la Gran Iglesia ya formaba alrededor del 15%[cita requerida] de la población del Imperio romano y, según Pahner, estaba preparada, tanto numérica como estructuralmente, para su papel como iglesia del imperio, convirtiéndose en el religión del Estado del Imperio romano en 380. Sin embargo, sería un error «hacer demasiado hincapié en los nuevos aspectos externos de la Iglesia a expensas de la continuidad histórica». Seguía siendo la misma Iglesia.
Roger F. Olson ha afirmado: «Según el relato católico romano de la historia de la teología cristiana, la Gran Iglesia católica y ortodoxa vivió desde los apóstoles hasta hoy en Occidente y todos los obispos que permanecieron en comunión con el obispo de Roma han constituido su jerarquía». La propia Iglesia católica lo ha expresado de esta forma: «Esta Iglesia constituida y organizada en el mundo como sociedad, subsiste en la Iglesia católica, que es gobernada por el sucesor de Pedro y por los obispos en comunión con él, aunque muchos elementos de santificación y de verdad se encuentran fuera de su estructura visible». Así, la Iglesia católica romana se identifica a sí misma como la continuación de la Gran Iglesia y, por tanto, como la «única iglesia verdadera».
La continuidad ininterrumpida de la Gran Iglesia es afirmada también por la Iglesia Ortodoxa Oriental: «La Ortodoxia considera que la Gran Iglesia en la antigüedad (durante la mayor parte del primer milenio) comprendía, por un lado, el mundo ortodoxo oriental (los patriarcados bizantinos presididos por el jerarca de la Iglesia de Constantinopla junto con las iglesias ortodoxas eslavas); y, por otro lado, la Iglesia católica occidental, presidida por el jerarca de la Iglesia de Roma».

## Surgimiento

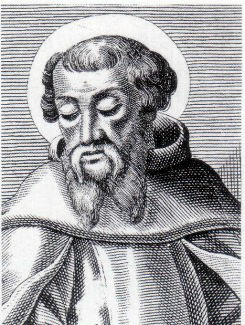
Ireneo (siglo II - c. 202)

Lawrence S. Cunningham, y por separado, Kugel y Greer afirman que la declaración de Ireneo en Contra las herejías Capítulo X 1-2 (escrito c. 180 AD) es la primera referencia registrada a la existencia de una «Iglesia católica» con un núcleo de creencias compartidas en contraposición a las ideas de grupos disidentes. Ireneo afirma:

La Iglesia, aunque dispersa por todo el mundo, hasta los confines de la tierra, ha recibido de los apóstoles y de sus discípulos esta fe: [...] Como ya he observado, la Iglesia, habiendo recibido esta predicación y esta fe, aunque dispersa por todo el mundo, sin embargo, como si ocupara una sola casa, la conserva cuidadosamente. [...] Porque las Iglesias que se han plantado en Alemania no creen ni transmiten nada diferente, ni las de Hispania, ni las de Galia, ni las de Oriente, ni las de Egipto, ni las de Libia, ni las que se han establecido en las regiones centrales del mundo. Pero como el sol, esa criatura de Dios, es uno y el mismo en todo el mundo, así también la predicación de la verdad brilla en todas partes, e ilumina a todos los hombres que están dispuestos a llegar al conocimiento de la verdad.

Cunningham afirma que dos puntos en la escritura de Ireneo merecen atención. En primer lugar, que Ireneo distinguió la Iglesia singular de «las iglesias» plural, y lo que es más importante, Ireneo sostiene que sólo en la Iglesia singular más grande se encuentra la verdad transmitida por los apóstoles de Cristo.
A principios del siglo III, la Gran Iglesia a la que se habían referido Ireneo y Celso se había extendido por una parte significativa del mundo, y la mayoría de sus miembros vivían en ciudades (véase primeros centros del cristianismo). El crecimiento fue menos que uniforme en todo el mundo. La Crónica de Arbela afirmaba que en 225 d. C., había 20 obispos en toda Persia, mientras que aproximadamente en la misma época, las zonas circundantes de Roma tenían más de 60 obispos. Pero la Gran Iglesia del siglo III no era monolítica, sino que consistía en una red de iglesias conectadas a través de zonas culturales por líneas de comunicación que a veces incluían relaciones personales.
La Gran Iglesia creció en el siglo II y entró en el siglo III principalmente en dos imperios: el Romano y el Persa, con la red de obispos actuando normalmente como el elemento cohesivo a través de zonas culturales. En 313, el Edicto de Milán puso fin a la persecución de los cristianos, y en 380 la Gran Iglesia había reunido suficientes seguidores para convertirse en la Iglesia estatal del Imperio romano en virtud del Edicto de Tesalónica.